# Liste der Kulturdenkmale in Elisabeth-Sophien-Koog
In der Liste der Kulturdenkmale in Elisabeth-Sophien-Koog sind alle Kulturdenkmale der schleswig-holsteinischen Gemeinde Elisabeth-Sophien-Koog (Kreis Nordfriesland) aufgelistet (Stand: 10. März 2025).

## Legende
In den Spalten befinden sich folgende Informationen:
- Objekt-ID: die Nummer des Kulturdenkmales
- Lage: die Adresse des Kulturdenkmales und die geographischen Koordinaten. Kartenansicht, um Koordinaten zu setzen. In der Kartenansicht sind Kulturdenkmale ohne Koordinaten mit einem roten Marker dargestellt und können in der Karte gesetzt werden. Kulturdenkmale ohne Bild sind mit einem blauen Marker gekennzeichnet, Kulturdenkmale mit Bild mit einem grünen Marker.
- Offizielle Bezeichnung: Bezeichnung des Kulturdenkmales
- Beschreibung: die Beschreibung des Kulturdenkmales
- Bild: ein Bild des Kulturdenkmales

## Bauliche Anlagen
| Objekt-ID | Lage                                                    | Offizielle Bezeichnung | Beschreibung | Bild |
| --------- | ------------------------------------------------------- | ---------------------- | --- | ---- |
| 32592     | Elisabeth-Sophien-Koog 14 (54° 30′ 52″ N, 8° 52′ 30″ O) | Süderhof               | Süderhof; ca. 1874; eingeschossiges Langhaus aus Backstein unter Reetdach mit breitem Backengiebel nach Süden; an der Süd- und Westseite Hausbäume vor der Front; Lage auf von Graften umschlossene Warft mit Tor von 1939; südlicher Baumgarten - Begründung: geschichtlich, Kulturlandschaft prägend - Schutzumfang: Süderhof, Warft, Graften um die Warft, Tor, Baumgarten, Hausbäume (Eschen), Hausbäume (Schwedische Mehlbeere) - Denkmaltyp: Bauliche Anlage | BW   |

## Quelle
- Liste der Kulturdenkmale in Schleswig-Holstein – Kreis Nordfriesland (PDF)

- Karte mit allen Koordinaten:
- OSM |
- WikiMap